# Emil Alfeld

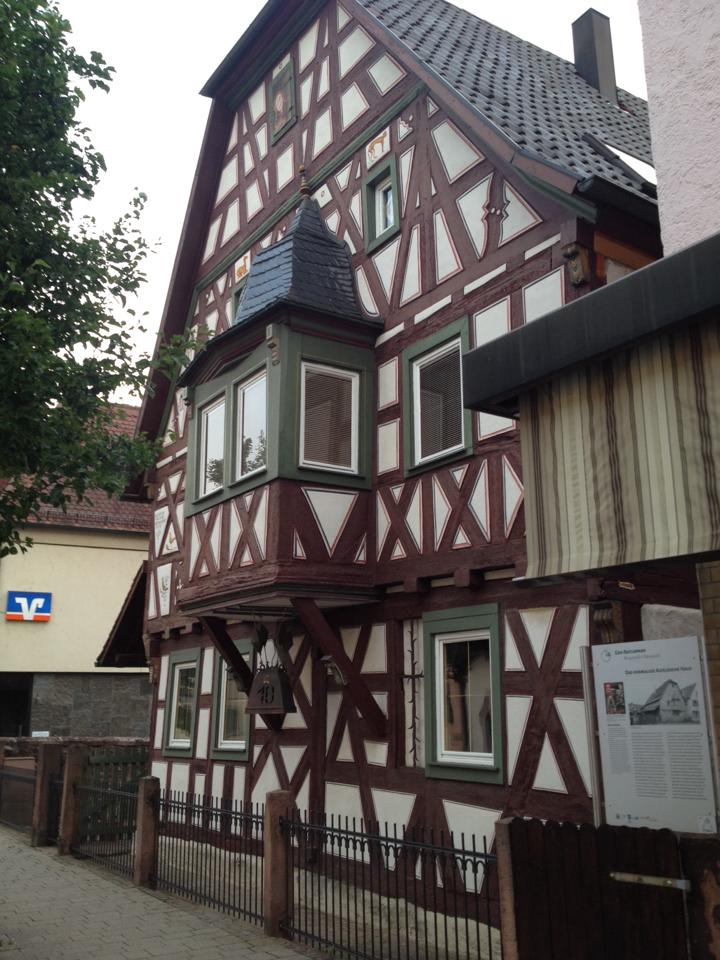
Alfeldsches Haus in Neckarelz

Emil Alfeld (* 1. Dezember 1900 in Neckarelz, Baden; † 18. November 1961 ebenda) war ein deutscher Bauer, Erfinder und Musiker.

## Leben
Er entstammte einer angesehenen Bauernfamilie, die zwischen 1861 und 1918 zwei Bürgermeister des Ortes stellte, und hatte eine große musikalische Begabung, die er zunächst nicht ausleben konnte, da er den elterlichen Bauernhof im Alfeldschen Haus erbte und diesen bewirtschaften musste. Dort hatte er bereits als Jugendlicher zahlreiche praktische Einrichtungen nach eigenen Ideen vorgenommen, darunter eine automatische Schwachstrom-Beleuchtung für den Keller und einen Flaschenzug zur Beförderung des Brennholzes. Außerdem hatte er in jungen Jahren schon ein Wasserfahrrad konstruiert. Im Laufe der Zeit machte er auf seinem Hof zahlreiche Erfindungen zur Erleichterung der bäuerlichen Arbeit, darunter eine automatische Entmistung des Viehstalls sowie einen Heutransport mit motorgetriebener Hängebahn, aber auch ein Traktordach. Sein automatisierter Bauernhof brachte ihm wieder viel Freizeit, die er nicht nur als singener Bauer verbrachte, sondern in der er der Landmaschinen-Industrie als Berater zur Seite stand und auch ein Lehrbuch über Technik in der Landwirtschaft herausgab.
Emil Alfeld war Mitglied des Kuratoriums für Technik in der Landwirtschaft und der Max-Eyth-Gesellschaft. 1951 erhielt er den Justus-von-Liebig-Preis. Eine Tafel des Heimatvereins Neckarelz vor seinem ehemaligen Anwesen erinnert an die Geschichte des Hauses und an den Erfinder.

## Schriften
- Fritz Liebig: Neckarelz. Diedesheim. Zwei Dörfer an dem Schicksalsweg unseres Volkes. Neckarelz und Diedesheim 1972, S. 92/93.
- Technik im Bauernhof, Verlag Hellmut Neureuter, Hrsg.: Kuratorium für Technik in der Landwirtschaft, Wolfratshausen bei München, 1951.